# 매니 모리
이매뉴얼 매니 모리(Immanuel "Manny" Mori, 1948년 12월 25일 ~ )는 미크로네시아 연방의 정치인이다. 추크 제도 페판(Fefan) 태생. 엘리나 에키에크(Elina Ekiek)와 결혼했고 (나중에 이혼함), 4명의 딸을 두었다. 1969년 하비에르 고등학교를 졸업, 괌 대학교에 입학하였다.
2007년 5월 11일에 실시된 대통령 선거에서 대통령으로 선출되었으며, 2011년 5월 11일에 실시한 대선에서 재선하여 2015년 5월 11일까지 재임하였다.